# Corerepe (El Gallo)
El Gallo (Corerepe) es una localidad del municipio de Guasave en el estado de Sinaloa con 3604 habitantes en el noroeste de México. Es un próspero y acogedor lugar y uno de los emporios agrícolas más grandes del país[cita requerida]. Ofrece al visitante, además de la hospitalidad de su gente la visión del valle de Guasave, una gran parte del corazón agrícola de México.El significado  de corerepe  es sapo verde en el agua 
La comunidad de El Gallo se encuentra junto al pueblo de corerepe y se localiza en el municipio de Guasave en el estado de Sinaloa México y se encuentra en las coordenadas GPS:
Longitud (dec): 108
Latitud (dec): 25. La localidad se encuentra a una mediana altura de 27 metros sobre el nivel del mar. La población total de Corerepe (El Gallo) es de 5000 personas.
El ejido el Gallo es una localidad que se ubica a un costado de Corerepe, separándolos solo la carretera 300, por lo que es más común referirse al poblado como Corerepe.

## Clima
Su clima es generalmente húmedo cálido. Y tiene una temperatura media anual de 25.9 °C. Se registra una temperatura mínima anual de 18 °C y una máxima anual 33.9 °C, siendo la temporada más calurosa la que va de mayo a octubre. En el período de referencia, la precipitación pluvial promedio es 383 milímetros anuales, siendo los meses más lluviosos de julio a octubre.
| Parámetros climáticos promedio de El gallo | Parámetros climáticos promedio de El gallo | Parámetros climáticos promedio de El gallo | Parámetros climáticos promedio de El gallo | Parámetros climáticos promedio de El gallo | Parámetros climáticos promedio de El gallo | Parámetros climáticos promedio de El gallo | Parámetros climáticos promedio de El gallo | Parámetros climáticos promedio de El gallo | Parámetros climáticos promedio de El gallo | Parámetros climáticos promedio de El gallo | Parámetros climáticos promedio de El gallo | Parámetros climáticos promedio de El gallo | Parámetros climáticos promedio de El gallo |
| Mes                                        | Ene.                                       | Feb.                                       | Mar.                                       | Abr.                                       | May.                                       | Jun.                                       | Jul.                                       | Ago.                                       | Sep.                                       | Oct.                                       | Nov.                                       | Dic.                                       | Anual                                      |
| ------------------------------------------ | ------------------------------------------ | ------------------------------------------ | ------------------------------------------ | ------------------------------------------ | ------------------------------------------ | ------------------------------------------ | ------------------------------------------ | ------------------------------------------ | ------------------------------------------ | ------------------------------------------ | ------------------------------------------ | ------------------------------------------ | ------------------------------------------ |
| Temp. máx. abs. (°C)                       | 36                                         | 37                                         | 40                                         | 40                                         | 41                                         | 43                                         | 42.5                                       | 44.5                                       | 44.5                                       | 41.5                                       | 40                                         | 37                                         | 44.5                                       |
| Temp. máx. media (°C)                      | 28.2                                       | 29.8                                       | 31.2                                       | 33.5                                       | 35.4                                       | 37.2                                       | 38                                         | 38.1                                       | 37.6                                       | 36.2                                       | 32.5                                       | 28.7                                       | 33.9                                       |
| Temp. media (°C)                           | 19.8                                       | 20.8                                       | 21.6                                       | 23.3                                       | 26.1                                       | 30                                         | 32.1                                       | 32.2                                       | 31.7                                       | 28.9                                       | 24.2                                       | 20.5                                       | 25.9                                       |
| Temp. mín. media (°C)                      | 11.4                                       | 11.7                                       | 11.9                                       | 13.2                                       | 16.8                                       | 22.8                                       | 26.2                                       | 26.3                                       | 25.9                                       | 21.5                                       | 16                                         | 12.3                                       | 18                                         |
| Temp. mín. abs. (°C)                       | 3                                          | 2                                          | 2                                          | 7                                          | 10                                         | 15                                         | 24                                         | 21                                         | 21                                         | 14                                         | 8                                          | 5                                          | 2                                          |
| Precipitación total (mm)                   | 17                                         | 7                                          | 2                                          | 0                                          | 3                                          | 4                                          | 67                                         | 90                                         | 105                                        | 60                                         | 16                                         | 11                                         | 383                                        |
| Humedad relativa (%)                       | 64                                         | 61                                         | 57                                         | 54                                         | 55                                         | 60                                         | 70                                         | 76                                         | 77                                         | 69                                         | 65                                         | 67                                         | 64.6                                       |
| Fuente: Weatherbase                        |                                            |                                            |                                            |                                            |                                            |                                            |                                            |                                            |                                            |                                            |                                            |                                            |                                            |

## Escuelas
En la localidad de Corerepe se encuentra ubicada una sede de la máxima casa de estudios del estado, la escuela preparatoria de la Universidad Autónoma de Sinaloa (UAS), además una escuela de educación secundaria y una de educación primaria.

### Educación media superior

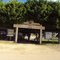
Preparatoria Corerepe.

- Preparatoria UAS Corerepe.

### Educación Secundaria

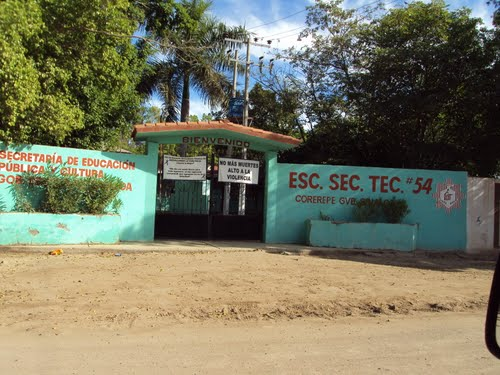
Secundaria técnica número 54.

Escuela Secundaria Técnica Número 54.

## Comercio
Ya que la agricultura es la principal fuente de desarrollo económico, el comercio se basa en la producción y venta de granos y en menor medida a la venta de productos derivados de la ganadería.

## Actividad Económica
Agricultura y Ganadería:
El desarrollo y el avance de la localidad se refleja principalmente en el sector primario, principalmente la agricultura, donde contamos con productores con alta tecnología y hasta aquellos de subsistencia.
Existen pocos ganaderos dedicados a la producción de ganado vacuno.

## Vías de comunicación
Al poblado se puede acceder por vía terrestre.

## Deportes
Los deportes más populares y aceptados que se practican en la región son el béisbol, futbol y basquetbol para el caso de las competencias escolares u "oficiales". Cotidianamente se efectúan competencias populares de Voleibol, se prefieren estos eventos por las tardes, dado que las temperaturas ambientales alcanzadas durante el día son muy altas (i.e 49 grados Celsius). Hombres y/o mujeres hacen apuestas económicas simbólicas para aumentar la emoción del evento.

## Atractivos
El kiosco del poblado es el principal atractivo de la región, además de la comida tradicional que puedes encontrar en diferentes lugares.
Cuenta con un centro comunitario que brinda a la comunidad la oportunidad de desarrollarse en el ámbito cultural, puesto que en el interior del mismo se llevan a cabo diversas enseñanzas como: música, pintura, cultora de belleza, danza, computación, entre otros beneficios que brinda este atractivo cultural y social a la comunidad.

## Fiestas Populares
Uno de los eventos más esperados por toda la población es el tradicional día del ejido, desde muy temprano inician los festejos en la plaza cívica del lugar donde puedes ver bailes populares, dulces tradicionales y juegos para los niños, en el poblado se realizan carreras de caballos, peleas de gallos, juegos de voleibol donde puedes pasar ratos muy divertidos y agradables.
Por las noches se ofrece el tradicional baile del día del ejido donde toca un grupo norteño o la banda, las cuales son el 6 de agosto.
También desde el día Miércoles de Ceniza hasta terminando Semana Santa, los judíos y fiesteros del pueblo hacen sus fiestas los viernes por las tardes noches, donde se juntan judíos de La Trinidad, la Bebelama, Tamazula, Naranjo, Huitussito, Corerepe, Gallo Hidalgo, Ángeles del Triunfo, Serranito, entre otros.